# 埃格河
48°48′30″N 10°38′12″E / 48.80833°N 10.63667°E

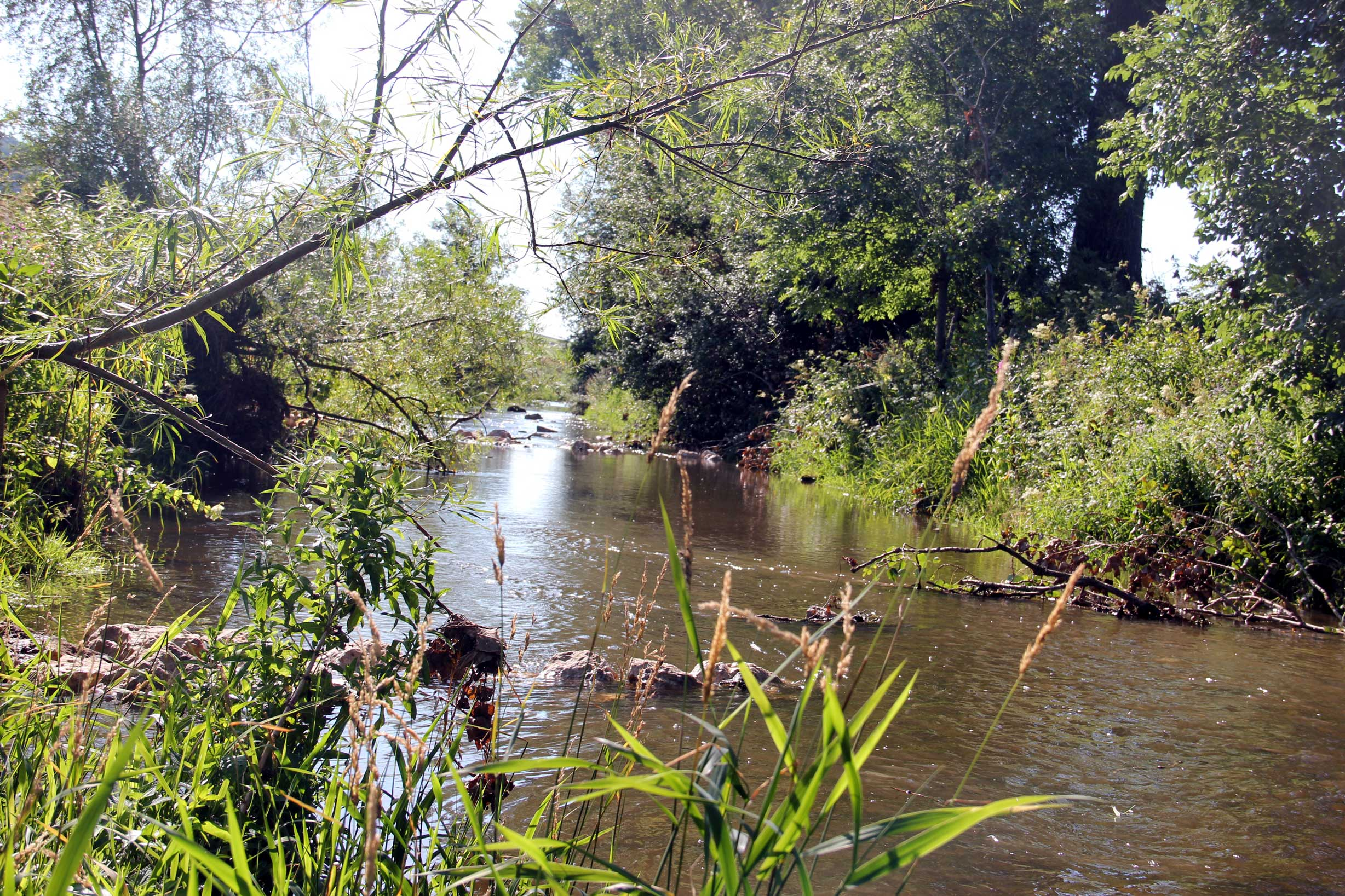
埃格河

埃格河（德語：Eger），是德國的河流，位於該國南部，橫跨巴伐利亞和巴登-符騰堡州，屬於沃爾尼茨河的右支流，河道全長36.9公里，流域面積440.8平方公里，河口處在哈爾堡附近。